# Condé-sur-Huisne
Condé-sur-Huisne ist eine Ortschaft und eine Commune déléguée in der französischen Gemeinde Sablons sur Huisne mit 1.241 Einwohnern (Stand: 1. Januar 2022) im Département Orne in der Region Normandie. Die Einwohner werden Condéens genannt.
Mit Wirkung vom 1. Januar 2016 wurden die bisherigen Gemeinden Condé-sur-Huisne, Condeau und Coulonges-les-Sablons zu einer Commune nouvelle mit dem Namen Sablons sur Huisne zusammengeschlossen und haben in der neuen Gemeinde den Status einer Commune déléguée. Der Verwaltungssitz befindet sich im Ort Condé-sur-Huisne. Die Gemeinde Condé-sur-Huisne gehörte zum Arrondissement Mortagne-au-Perche und zum Kanton Bretoncelles.

## Geografie
Der Ort Condé-sur-Huisne liegt an der Mündung der Corbionne in die Huisne im Regionalen Naturpark Perche, an der Grenze zum Département Eure-et-Loir,  Kilometer nördlich von Nogent-le-Rotrou. 

## Bevölkerungsentwicklung
| Jahr                       | 1962 | 1968 | 1975 | 1982 | 1990 | 1999 | 2006 | 2013 |
| Einwohner                  | 923  | 950  | 1050 | 1134 | 1131 | 1175 | 1241 | 1343 |
| Quellen: Cassini und INSEE |      |      |      |      |      |      |      |      |

## Verkehr
Condé-Sur-Huisne an der Bahnstrecke Paris–Brest und wird im Regionalverkehr mit TER-Zügen bedient. Die frühere Bahnstrecke Alençon–Condé-sur-Huisne von Alençon ist stillgelegt und abgebaut.

## Kultur und Sehenswürdigkeiten
- Kirche Notre-Dame aus dem 16. Jahrhundert, Umbauten aus dem 19. Jahrhundert
- Kapelle Notre-Dame-des-Sept-Douleurs, Monument historique
- Burg Rivray, Monument historique

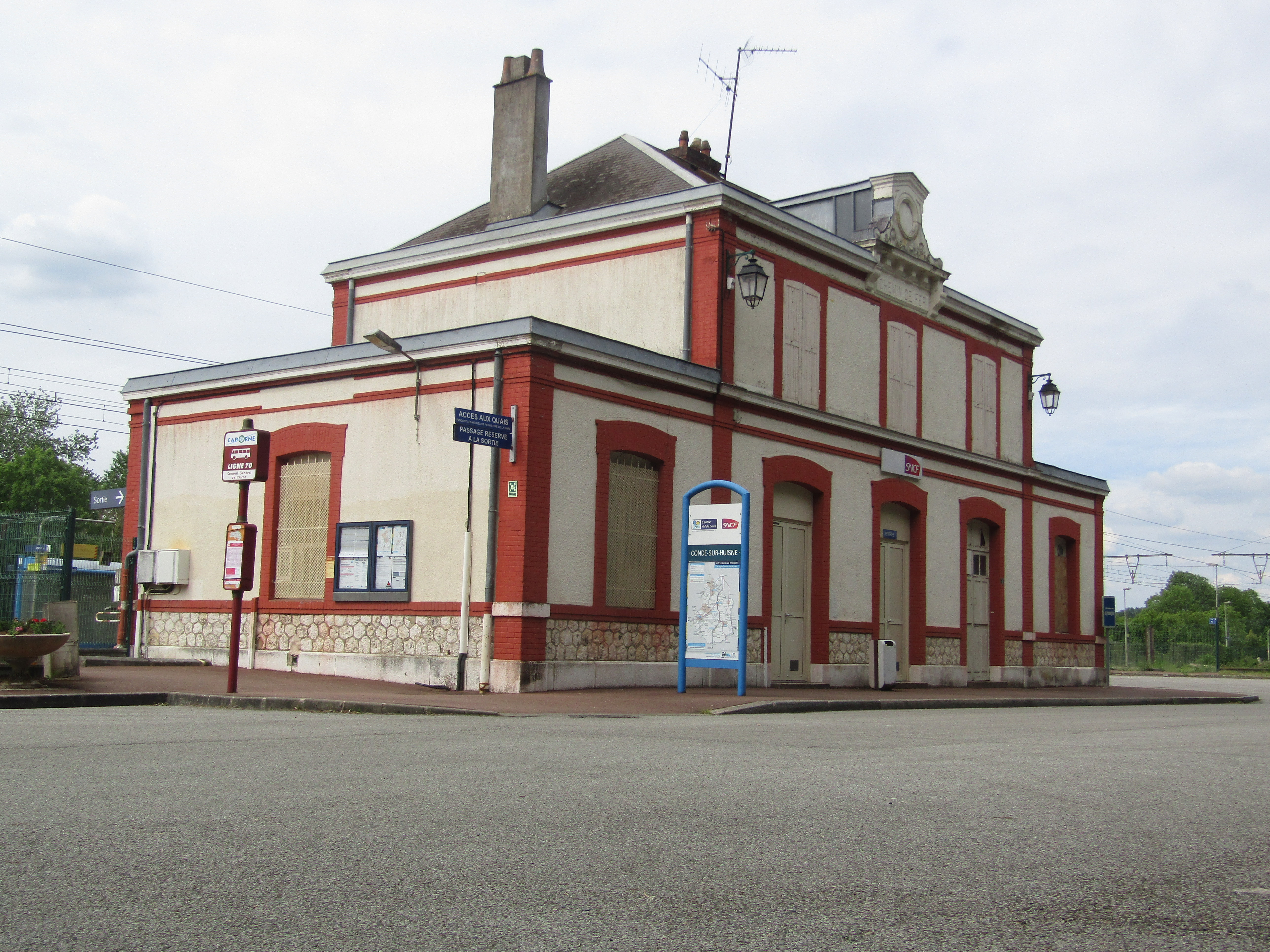
Ehemaliger Bahnhof
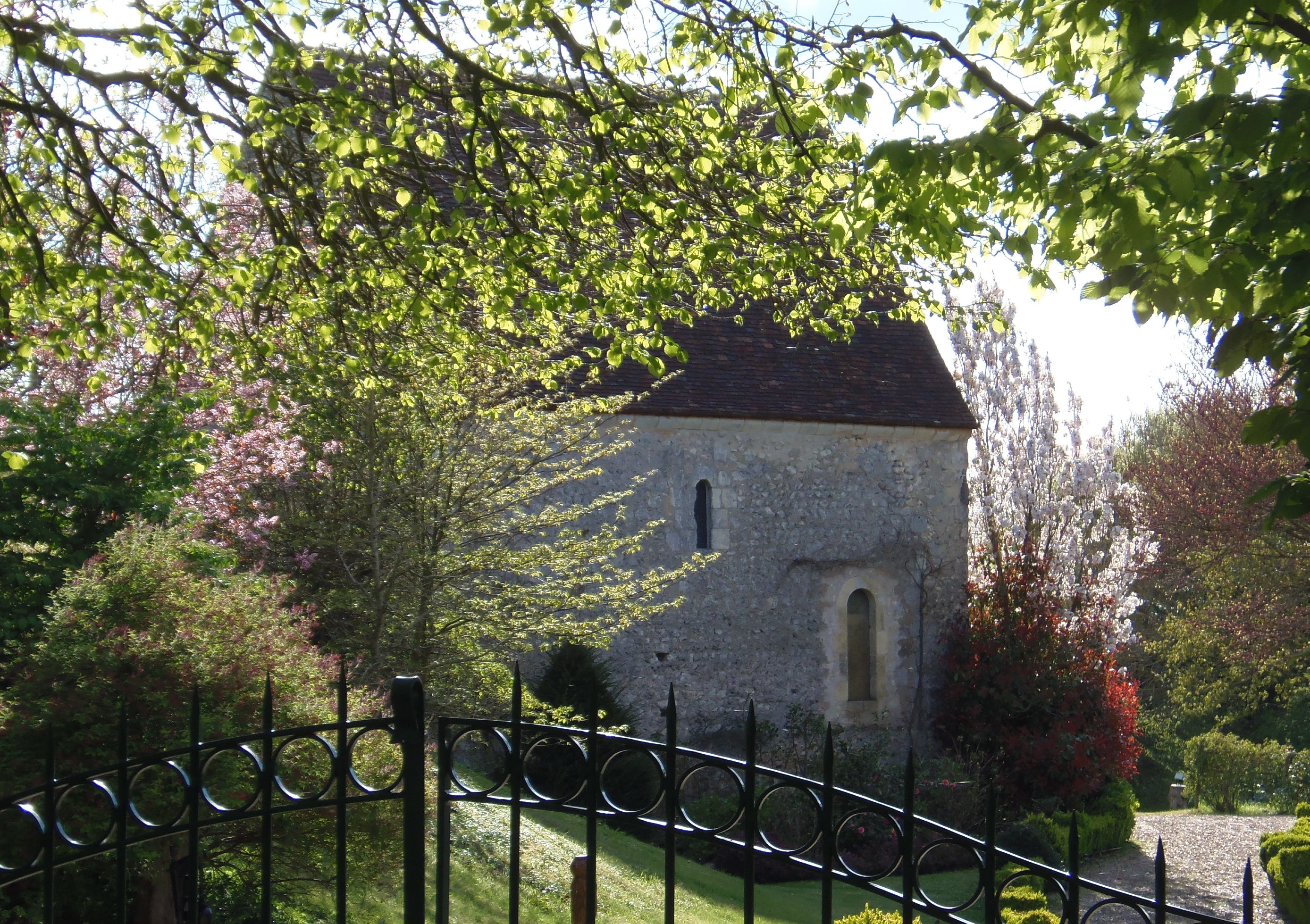
Kapelle Notre-Dame-des-Sept-Douleurs
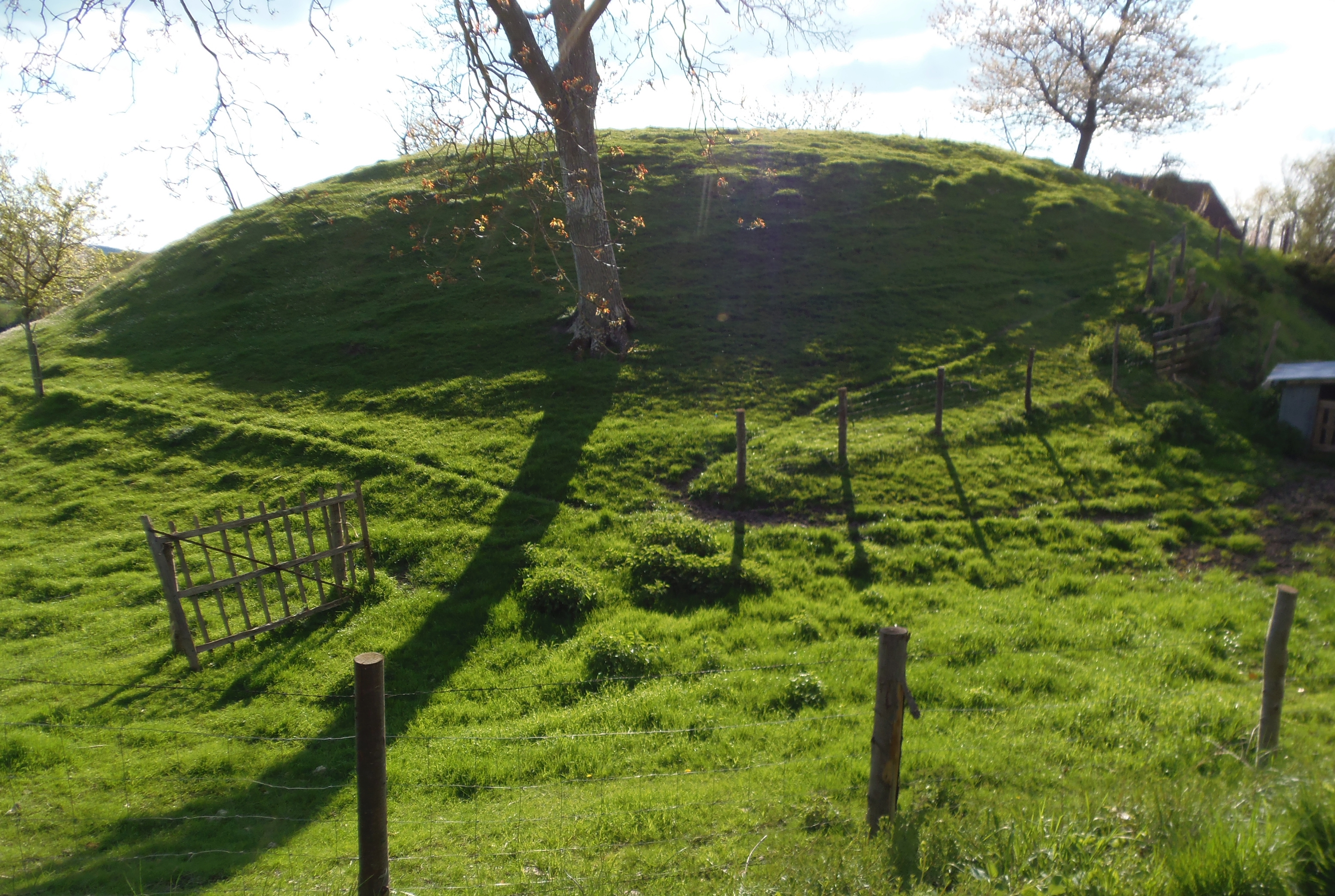
Ehemalige Motte Rivray